# Little Thirteen
Little Thirteen è un film del 2012 diretto da Christian Klandt. Il film vede protagonista Muriel Wimmer nei panni di una di tre adolescenti problematici provenienti da contesti sociali diversi che affrontano varie sfide.

## Trama
La tredicenne Sarah non è estranea al sesso e alle avventure di una notte, così come non lo è la sua migliore amica sedicenne Charly. È solo quando Sarah incontra in una chat room il diciottenne Lukas che inizia a desiderare qualcosa che vada oltre gli incontri casuali, ignorando però se anche il ragazzo desideri questo. Nel frattempo, Charly deve capire cosa fare riguardo alla sua gravidanza e si mette alla ricerca di un padre per il suo bambino non ancora nato.

## Produzione
Per accompagnare le attrici minorenni Muriel Wimmer e Antonia Putiloff durante le riprese delle loro scene di nudo e di sesso, il regista Christian Klandt e la sua troupe cinematografica sono stati assistiti da due specialisti di educazione sessuale di "pro familia Berlin".

## Accoglienza
Il Berliner Zeitung ha fatto una panoramica del film, definendolo un "film sterile e senza tensioni" e dicendo che era "tanto ambizioso quanto vuoto".  Al contrario, n-tv ha dato una recensione più favorevole.

## Riconoscimenti
- 2012 - Munich Film Festival[6]
  - Miglior attrice a Antonia Putiloff
  - Candidatura al miglior attore a Joseph Konrad Bundschuh
  - Candidatura alla miglior attrice a Muriel Wimmer
  - Candidatura al miglior regista a Christian Klandt
  - Candidatura alla miglior produzione
  - Candidatura alla miglior sceneggiatura
- 2012 - Warsaw International Film Festival
  - Candidatura al Competition 1-2 Award
- 2012 - First Steps Awards
  - Candidatura al Producer Award (No Fear Award)